# Эдмундссон, Йохан Суймун
Йо́хан Суймун Э́дмундссон (фар. Jóan Símun Edmundsson; 26 июля 1991, Тофтир, Фарерские острова) — фарерский футболист, нападающий клуба «Акюрейри».

## Карьера

### Клубная
Является воспитанником школы фарерской команды Б-68. В декабре 2009 года талантливого игрока заметили скауты «Ньюкасла», и он отправился в аренду выступать за молодёжную команду клуба. Дебютировал он в матче с шотландским «Хибернианом» В июне 2010 года он подписал профессиональный контракт с клубом. Дебютировал в команде 25 июля 2010 в матче против «Норвич Сити». 7 января 2011 Йохан на 28 дней заключил контракт с «Гейтсхедом», в составе которого дебютировал на следующий день в матче против «Киддерминстер Харриерс». Свой первый гол за «Гейтсхед» Йохан забил 15 января 2011 в матче против «Хэмптон энд Ричмонд Боро», который проходил в рамках Кубка Футбольной ассоциации Англии. Клуб Эдмундссона выиграл со счётом 6:0. 15 февраля 2012 официально перешёл в норвежскую команду «Викинг».В конце января-начале февраля 2014 года проходил просмотр в датском «Вайле», но в итоге вернулся на Фареры, где 22 февраля подписал контракт с клубом «АБ Аргир»
В мае 2018 года было анонсировано, что Эдмундссон присоединится к клубу «Арминия» из Второй Бундеслиги на сезон 2018-19 по контракту до лета 2020 года. 6 августа 2018 игрок стал первым фарерским футболистом, который забил в немецком профессиональном футболе. Гол был забит в дебютном матче Эдмундссона против «Хайденхайма».
26 сентября 2020 года игрок дебютировал в Бундеслиге против «Кёльна». Он вышел на замену во втором тайме и забил победный гол, став первым фарерцем, который отличился в матче Бундеслиги.

### В сборной
Эдмундссон играл за юношескую сборную до 19 лет, сейчас он выступает за молодёжную сборную и регулярно призывается в основную сборную Фарерских островов. Йохан известен как автор единственного гола в матче молодёжных сборных Фарерских островов и России 9 июня 2009, он забил гол, который позволил фарерцам одержать сенсационную победу над Россией. Эдмундссон был вызван в сборную для игры 12 августа 2009 против Франции. Свой первый гол Эдмундссон забил за сборную 11 августа 2010 в матче с Эстонией, проходившем в рамках отбора на Евро-2012. Примечательно, что Эдмундссон открыл счёт в том матче, а этот гол стал первым голом в квалификации к Евро-2012. Однако эстонцы всё же вырвали победу в компенсированное время второго тайма.